# Terminologia Anatomica
De Terminologia Anatomica, afgekort tot TA, is een internationale standaard van terminologie van de menselijke anatomie. Deze verving in 1998 de Nomina Anatomica en werd door de Federative Committee on Anatomical Terminology FCAT ontwikkeld. De FCAT is in de Federative International Programme for Anatomical Terminology FIPAT overgegaan. De FIPAT is onderdeel van de International Federation of Associations of Anatomists IFAA. De Terminologia Anatomica werd in 2010 online gepubliceerd en in 2019 werd de Terminologia Anatomica 2nd edition TA2 gepubliceerd.
De menselijke orgaanstelsels staan in de tabel hieronder. De nummers, die met een A beginnen, zijn van de Terminologia Anatomica.
|  | orgaansysteem                                                 | omvat | functie                                            |
|  | ------------------------------------------------------------- | --- | -------------------------------------------------- |
|  | Skelet Ossa, systema skeletale A02.0.00.000                   | A02.1.00.001, schedel, cranium A02.2.00.001, wervelkolom, columna vertebralis A02.3.00.001, borstkas, skeleton thoracis A02.4.00.001, ossa membri superioris A02.5.00.001, ossa membri inferioris | stevigheid en spieraanhechting                     |
|  | Gewrichten Juncturae A03.0.00.000                             | A03.1.00.001, gewrichten van de schedel, juncturae cranii A03.2.00.001, gewrichten van de wervelkolom, juncturae columnae vertebralis A03.3.00.001, gewrichten van de borstkas, juncturae thoracis A03.4.00.001, gewrichten van de bekkengordel, juncturae cinguli pelvici A03.5.00.001, gewrichten van de bovenste extremiteit, juncturae membri superioris A03.6.00.001, gewrichten van de onderste extremiteit, juncturae membri inferioris | verbinding tussen botten                           |
|  | Spierstelsel Musculi A04.0.00.000                             | A04.1.00.001, hoofdspieren, musculi capitis A04.2.00.001, nekspieren, musculi colli A04.3.00.001, rugspieren, musculi dorsi A04.4.00.001, borstspieren, musculi thoracis A04.5.00.001, buikspieren, musculi abdomis A04.6.00.001, armspieren, musculi membri superioris A04.7.00.001, beenspieren, musculi membri inferioris A04.8.00.001, peesscheden en slijmbeurzen, vaginae tendinum et bursae                                             | beweging                                           |
|  | Spijsverteringsstelsel Systema digestorium A05.0.00.000       | A05.1.00.001, mond, os A05.2.01.001, keel, fauces A05.3.01.001, slokdarmhoofd, pharynx A05.4.01.001, slokdarm, oesophagus A05.5.01.001, maag, gaster A05.6.01.001, dunne darm, intestinum tenue A05.7.01.001, dikke darm, intestinum crassum A05.8.01.001, lever en galblaas, hepar et vesica biliaris A05.9.01.001, alvleesklier, pancreas | voedingsstoffenopname en uitscheiding              |
|  | Ademhalingsstelsel Systema respiratorium A06.0.00.000         | A06.1.01.001, neus, nasus A06.2.01.001, strottenhoofd, larynx A06.3.01.001, luchtpijp, trachea A06.4.01.001, luchtpijpvertakkingen, bronchi A06.5.01.001, longen, pulmones | zuurstofopname, koolzuurafgifte                    |
|  | Borstholte Cavitas thoracis A07.0.00.000                      | A07.1.01.001, pleurale ruimte, cavitas pleuralis |                                                    |
|  | Urinewegstelsel Systema urinarium A08.0.00.000                | A08.1.01.001, nier, ren A08.2.01.001, urineleider, ureter A08.3.01.001, blaas, vesica urinaria A08.4.01.001, vrouwelijke urinebuis, urethra feminina A08.5.01.001, mannelijke urinebuis urethra masculina | uitscheiding afvalstoffen                          |
|  | Voortplantingssystemen Systemata genitalia A09.0.00.000       | A09.1.00.001, inwendige vrouwelijke geslachtsorganen, organa genitalia feminina interna A09.2.00.001, uitwendig vrouwelijk voortplantingssysteem, organa genitalia feminina externa A09.3.00.001, inwendige mannelijke geslachtsorganen, organa genitalia masculina interna A09.4.00.001, uitwendig mannelijk voortplantingssysteem, organa genitalia masculina externa A09.5.00.001, bilnaad, perineum                                        | voortplanting                                      |
|  | Buikholte en bekkenholte Cavitas abdominopelvica A10.1.00.000 | |                                                    |
|  | Endocrien systeem Glandulae endocrinae A11.0.00.000           | A11.1.00.001, hersenaanhangsel, hypophysis A11.2.00.001, pijnappelklier, glandula pinealis A11.3.00.001, schildklier, glandula thyroidea A11.4.00.001, bijschildklier, glandula parathyroidea A11.5.00.001, bijnier, glandula suprarenalis eilandjes van Langerhans, insulae pancreaticae | chemische beïnvloeding                             |
|  | Hart en vaatstelsel Systema cardiovasculare A12.0.00.000      | A12.1.00.001, hart, cor A12.2.00.001, slagaders, arteriae A12.3.00.001, aders, venae A12.4.01.001, lymfebanen en -vaten, trunci et ductus lymphatici | transport van zuurstof, voedingsstoffen en voeding |
|  | Lymfevatenstelsel Systema lymphoideum A13.0.00.000            | A13.1.00.001, primaire lymfoïde organen, organa lymphoidea primaria A13.2.00.001, secundaire lymfoïde organen, organa lymphoidea secundaria A13.3.00.001, regionale lymfeknopen, nodi lymphoidei regionales | immuunafweerfunctie                                |
|  | Zenuwstelsel Systema nervosum A14.0.00.000                    | A14.1.00.001, centraal zenuwstelsel, pars centralis A14.2.00.001, perifeer zenuwstelsel, pars peripherica A14.3.00.001, autonoom zenuwstelsel, divisio autonomica | coördinatie                                        |
|  | Zintuigen Organa sensuum A15.0.00.000                         | A15.1.00.001, reukorgaan, organum olfactorium A15.2.00.001, oog en bijbehorende structuren, oculus et structurae pertinentes A15.3.00.001, oor, auris A15.4.00.001, smaakorgaan, organum gustatorium | waarneming                                         |
|  | Integument Integumentum commune A16.0.00.001                  | A16.0.00.002, huid, cutis A16.0.01.001, nagel, unguis A16.0.02.001, borst, mamma A16.0.03.001, subcutis, tela subcutanea | bescherming                                        |